# Shoreacres
Shoreacres és una població dels Estats Units a l'estat de Texas. Segons el cens del 2000 tenia 1.488 habitants.

## Demografia
Segons el cens del 2000, Shoreacres tenia 1.488 habitants, 559 habitatges, i 455 famílies. La densitat de població era de 638,4 habitants per km².
Dels 559 habitatges en un 32,2% hi vivien nens de menys de 18 anys, en un 72,1% hi vivien parelles casades, en un 5,9% dones solteres, i en un 18,6% no eren unitats familiars. En el 15,6% dels habitatges hi vivien persones soles el 7,3% de les quals corresponia a persones de 65 anys o més que vivien soles. El nombre mitjà de persones vivint en cada habitatge era de 2,66 i el nombre mitjà de persones que vivien en cada família era de 2,96.
Per edats la població es repartia de la següent manera: un 23,9% tenia menys de 18 anys, un 6% entre 18 i 24, un 28,2% entre 25 i 44, un 30,4% de 45 a 60 i un 11,4% 65 anys o més.
L'edat mediana era de 41 anys. Per cada 100 dones de 18 o més anys hi havia 100,4 homes.
La renda mediana per habitatge era de 71.985 $ i la renda mediana per família de 75.941 $. Els homes tenien una renda mediana de 51.523 $ mentre que les dones 31.389 $. La renda per capita de la població era de 29.370 $. Aproximadament l'1,1% de les famílies i l'1,8% de la població estaven per davall del llindar de pobresa.

## Poblacions més properes
El següent diagrama mostra les poblacions més properes.